# Шадчин, Александр Владимирович
Алекса́ндр Влади́мирович Ша́дчин (16 апреля 1969, Кременчуг Полтавской области УССР) — советский и украинский волейболист, игрок сборных СССР, СНГ (1989—1992) и Украины (1993—2001). Чемпион Европы 1991, обладатель Кубка мира 1991, чемпион СНГ 1992. Центральный блокирующий. Мастер спорта СССР международного класса (1991). Рост 203 см.

## Биография
Начал заниматься волейболом в 1980 году в Кременчуге. Первый тренер — Станислав Шаляпин. Также тренировался в Полтаве у известного тренера Владислава Агасьянца. В составе сборной Полтавской области в 1984 стал победителем Спартакиады школьников Украины, которую тренировал Агасьянц, после чего перешёл в донецкий «Шахтёр», за который выступал в 1984—1992 годах. В его составе: серебряный призёр чемпионата СССР 1991, чемпион СНГ 1992.
С 1992 года играл в клубах Европы и Южной Америки: 1992—1993 — «Панини» (Модена, Италия), 1993—1995 — «Скио» (Италия), 1995—1996 — «Сислей» (Тревизо, Италия), 1996—1997 — «Олимпикус» (Кампинас, Бразилия), 1997—1999 — «Пьяджо» (Рим, Италия), 1999—2000 — АЕК (Афины, Греция), 2000—2001 — «Падова» (Падуя, Италия), 2001—2002 — «Фальконара» (Италия), 2002—2003 — «Асистел» (Милан, Италия), 2003—2004 — «Верона» (Италия), 2004—2005 — «Фридрихсхафен» (Германия), 2005—2006 — «Форли» (Италия). Чемпион Италии 1996. Чемпион Германии 2005.
Победитель (1989) и бронзовый призёр (1987) чемпионата мира среди молодёжных команд. Чемпион Европы среди молодёжных команд (1988).
В сборных СССР и СНГ в официальных соревнованиях выступал в 1989—1992 годах. В их составе: бронзовый призёр чемпионата мира 1990, победитель (1991) и бронзовый призёр (1989) розыгрышей Кубка мира, чемпион Европы 1991, бронзовый призёр Мировой лиги 1991, участник Олимпийских игр 1992, розыгрышей Мировой лиги 1990 и 1992.
В 1993—2001 выступал за национальную сборную Украины (с 1995 — её капитан). В её составе принимал участие в финальных турнирах чемпионата мира 1998 и чемпионатов Европы 1993, 1995 и 1997.
В настоящее время проживает в Огайо (США).